# Pordic
Pordic è un comune francese di 6 090 abitanti situato nel dipartimento delle Côtes-d'Armor nella regione della Bretagna.
Il 1º gennaio 2016 si è fuso con il comune di Tréméloir modificando il suo status da commune déléguée a commune nouvelle.
A Pordic è stato inumato il corpo del grande orientalista Louis Massignon (Nogent-sur-Marne, 25-7-1883 — Parigi, 31-10-1962).

## Società

### Evoluzione demografica
Abitanti censiti